# Bắc Kạn (cidade)
Bac Kan (em vietnamita: Bắc Kạn) é uma cidade do Vietname, capital da província de mesmo nome. Seus limites são com o Distrito de Bach Thong ao norte, nordeste e oeste e o Distrito de Moi Cho ao sudeste e sudoeste.
A cidade tem suas origens voltadas a 1880, ano de sua fundação. É dividida em quatro alas: Duc Xuan Nguyen, Thi Minh Khai, Sông Cau e Phung Chi Kien, além de quatro comunas: Huyền Tụng, Dương Quang, Nông Thượng e Xuất Hóa. 
Possui uma área de 131,95 km². Sua população, em 2010, era de 37 180 habitantes.